# Glypta rufofasciata
Glypta rufofasciata là một loài tò vò trong họ Ichneumonidae.